# Serviço de Coleta Especial

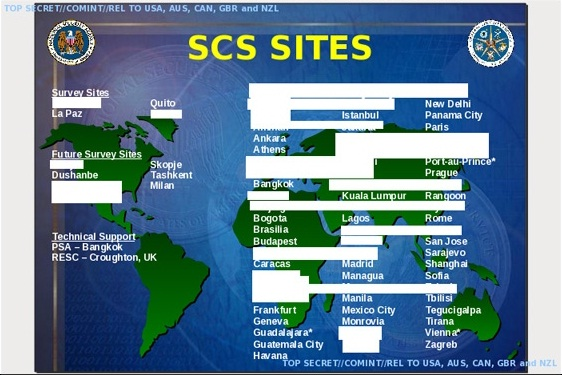
Locais de Escuta da CIA/NSA em 2004-Serviço de Coleta Especial (SCS)

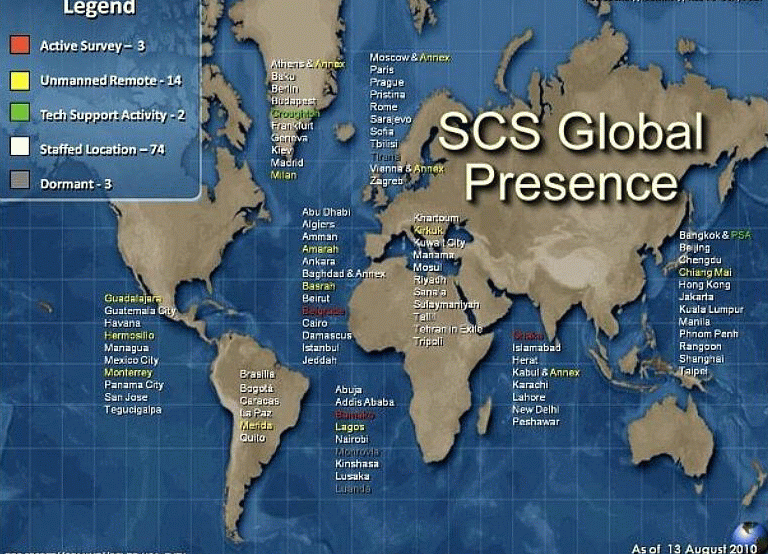
Locais de Escuta e Status-Serviço de Coleta Especial (SCS) em Agosto de 2010

O Serviço de Coleta Especial (SCS) é um programa conjunto da NSA e CIA, confidencial com a função de inserir equipamentos de espionagem em locais de difícil acesso, como embaixadas estrangeiras, consulados, centros de comunicações e instalações de governos estrangeiros. Fundado no final de 1970, com sede em Beltsville, Maryland, a SCS tem sido descrito como "Força Missão Impossível" dos Estados Unidos.
De acordo com documentos revelados por Edward Snowden, o SCS faz parte de um programa de vigilância global maior conhecido como Programa STATEROOM.

## Missão
O SCS é um programa secreto e suas verbas saem da parte do orçamento americano secreto (o chamado "black budget", em inglês) dos Estados Unidos. Tem sido descrito como "Força Missão Impossível" dos Estados Unidos, sendo responsável por "vigilância de perto, roubos, escutas telefônicas, invasão de domicílio."
Esta sediado em Beltsville, Maryland, ao lado do Anexo do Departamento de Comunicações do Departamento de Estado dos Estados Unidos, é composto conjuntamente pela Central Intelligence Agency (CIA) e pela Agência de Segurança Nacional (NSA).

## Agentes em Embaixadas fora dos Estados Unidos
Os agentes do Serviço de Coleta Especial (SCS) ficam baseados nas embaixadas e consulados americanos no exterior, e atuam geralmente sob o disfarce de membros do United States Foreign Service ou do Serviço de Telecomunicações Diplomáticas. Sua missão é espionagem, interceptando informações sensíveis, informações sobre armas nucleares, redes terroristas, tráfico de drogas e outras questões consideradas de segurança nacional para os Estados Unidos.

## CIA e NSA em operações conjuntas
Foi criada para resolver o problema de que a NSA normalmente intercepta comunicações "passivamente" a partir de suas diversas instalações de interceptação em todo o mundo, e a crescente sofisticação dos equipamentos de comunicação estrangeiros tornava a interceptação passiva inútil e se fazia necessário o acesso direto ao equipamento de comunicações. A CIA, por sua vez, sempre teve agentes especializados em operações clandestinas sendo mais capaz de ter acesso ao equipamento de comunicação estrangeira que a NSA que, por sua vez, dispõe de conhecimentos mais amplos sobre espionagem de comunicações. Foi criada a SCS, combinando as capacidades de inteligência de comunicação da NSA com as capacidades de ações secretas da CIA, facilitando o acesso a sistemas de comunicação estrangeiros sofisticados.
O SCS utiliza tecnologias avançadas e inúmeros exóticos e sofisticados dispositivos de escuta clandestina, de interceptação de dados e outros em  embaixadas estrangeiras, centros de comunicações, instalações de computadores, redes de fibra óptica, e instalações dos governos.

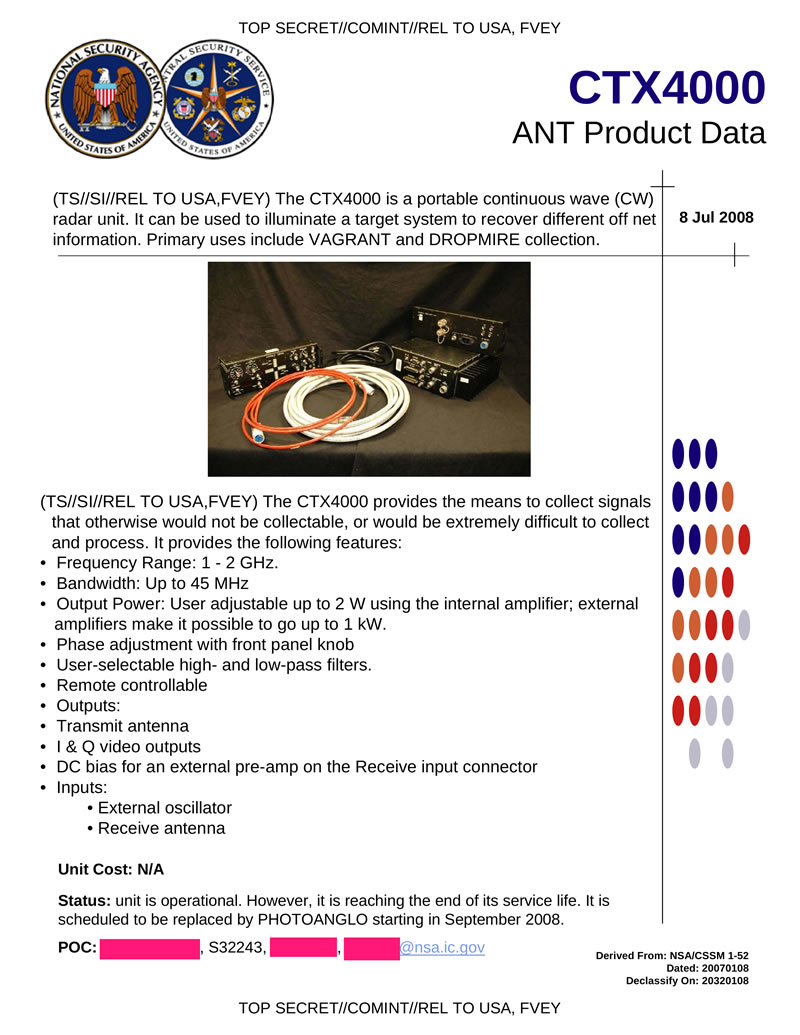
NSA CTX4000

O governo dos EUA nunca reconheceu oficialmente a sua existência do Serviço de Coleta Especial, e pouco se sabe sobre o tecnologias e técnicas que emprega. Uma das únicas revelações sobre o Serviço emergiu através do livro "Spyworld:How C.S.E. Spies on Canadians and the World, de 1994 (ISBN 978-0385254946) do ex-agente secreto canadense Mike Frost, que revelou que o programa era conhecido pelos agentes do CSE da época pelo codinome "College Park".

## Recrutamente de agentes
A partir de 2008, tem sido reportado que o Serviço de Coleta Especial (SCS) vem direcionando seu recrutamento de pessoal para estrangeiros em posições chave na área de comunicações tais como gerencia de banco de dados, administradores de sistemas, analistas de sistemas, e especialistas em tecnologia da informação.